# Vauxhall VXR8
Vauxhall VXR8 — спортивный автомобиль, выпускавшийся с 2007 по 2017 год британской компанией Vauxhall.

## Описание
Vauxhall VXR8 являлся преемником как Vauxhall Monaro VXR, так и Vauxhall Omega/Carlton. Первоначально автомобиль приводился в движение 6,0-литровым двигателем V8 мощностью 306 кВт (411 л. с.), а с конца 2009 года автомобиль оснащался 6,2-литровым двигателем V8 мощностью 317 кВт (425 л. с.). Конкурентами являлись Audi RS6, BMW M5 и Mercedes-Benz E55/E63 AMG.
В 2009 году начался выпуск модификаций VXR8 Bathurst с двигателем мощностью 317 кВт (425 л. с.) и S с наддувом мощностью 412 кВт (552 л. с.), но с нагнетателем Walkinshaw Performance (Bathurst S). Версия с кузовом ют получила название Maloo.
В 2013 году был представлен VXR8 GTS (на базе HSV GTS Gen-f) с 6,2-литровым двигателем мощностью с наддувом 430 кВт (577 л. с.), который также применялся во втором поколении Cadillac CTS-V и пятом поколении Chevrolet Camaro ZL1.
В 2017 году производство VXR8 было прекращено в связи с закрытием австралийских заводов Holden. Последний пробег Vauxhall VXR8 GTS-R с двигателем мощностью 438 кВт (587 л. с.) составил 15 км.

## Галерея

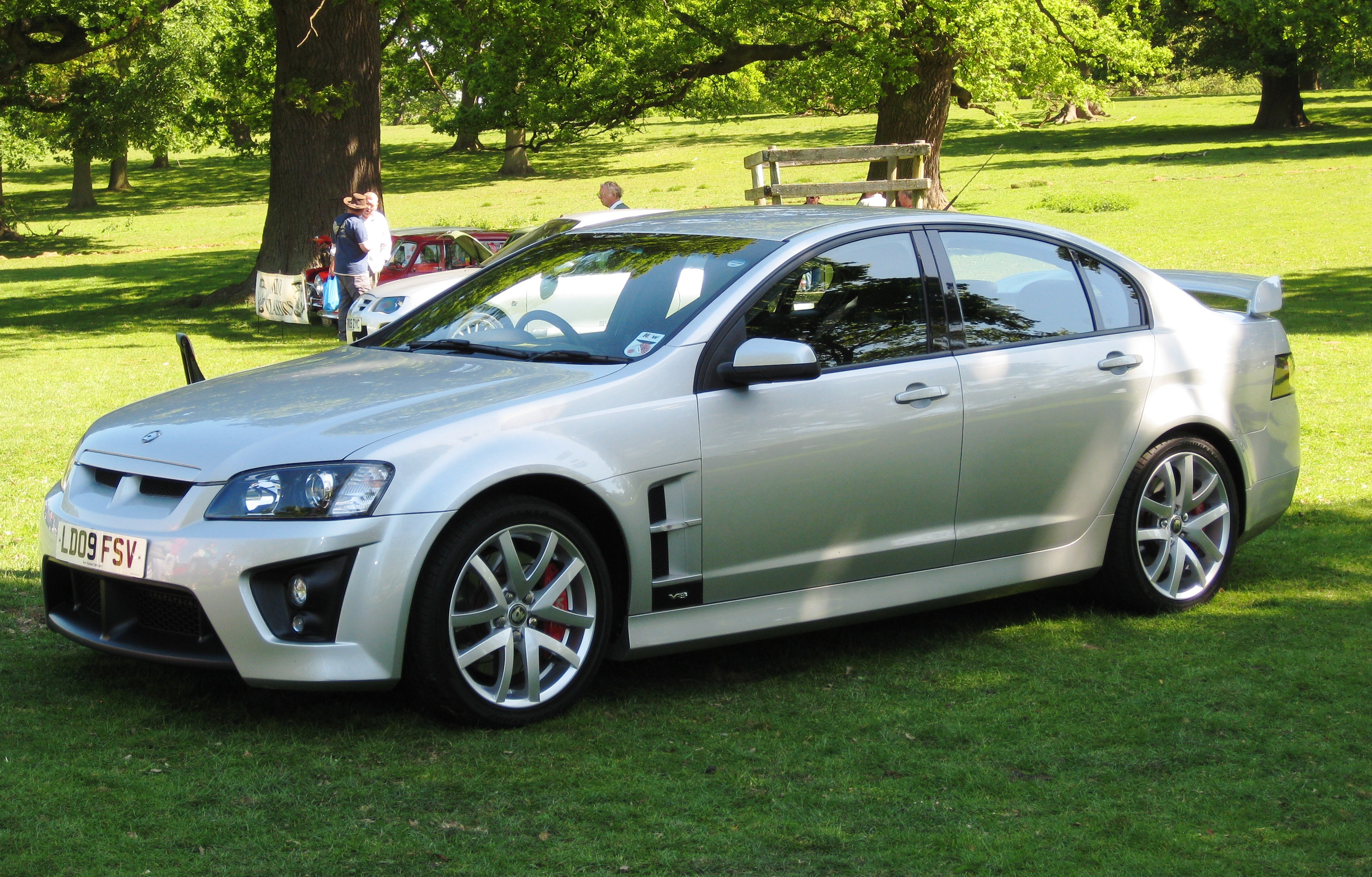
Vauxhall VXR8 (2007—2009)
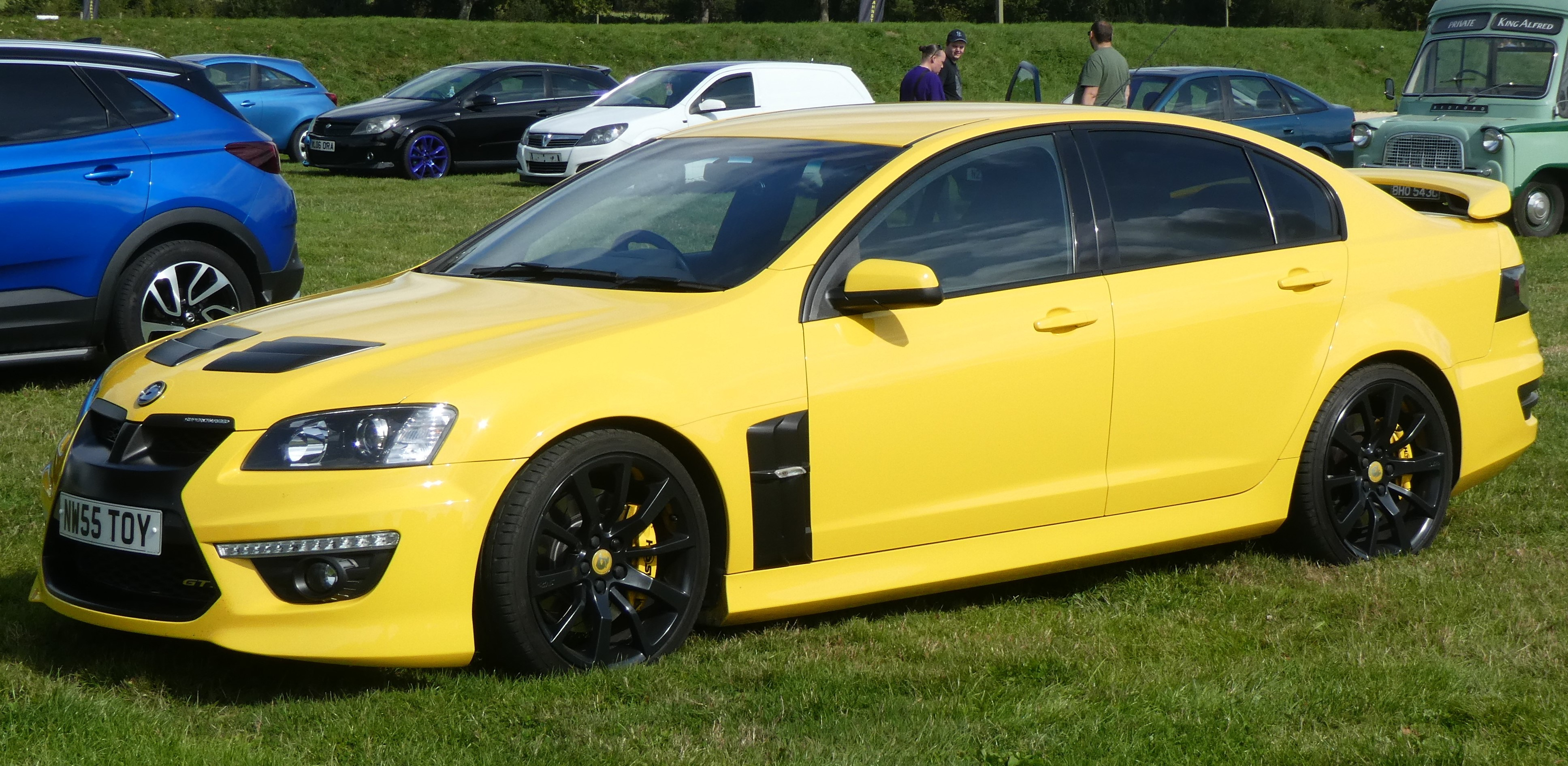
Vauxhall VXR8 GTS (2010—2013)
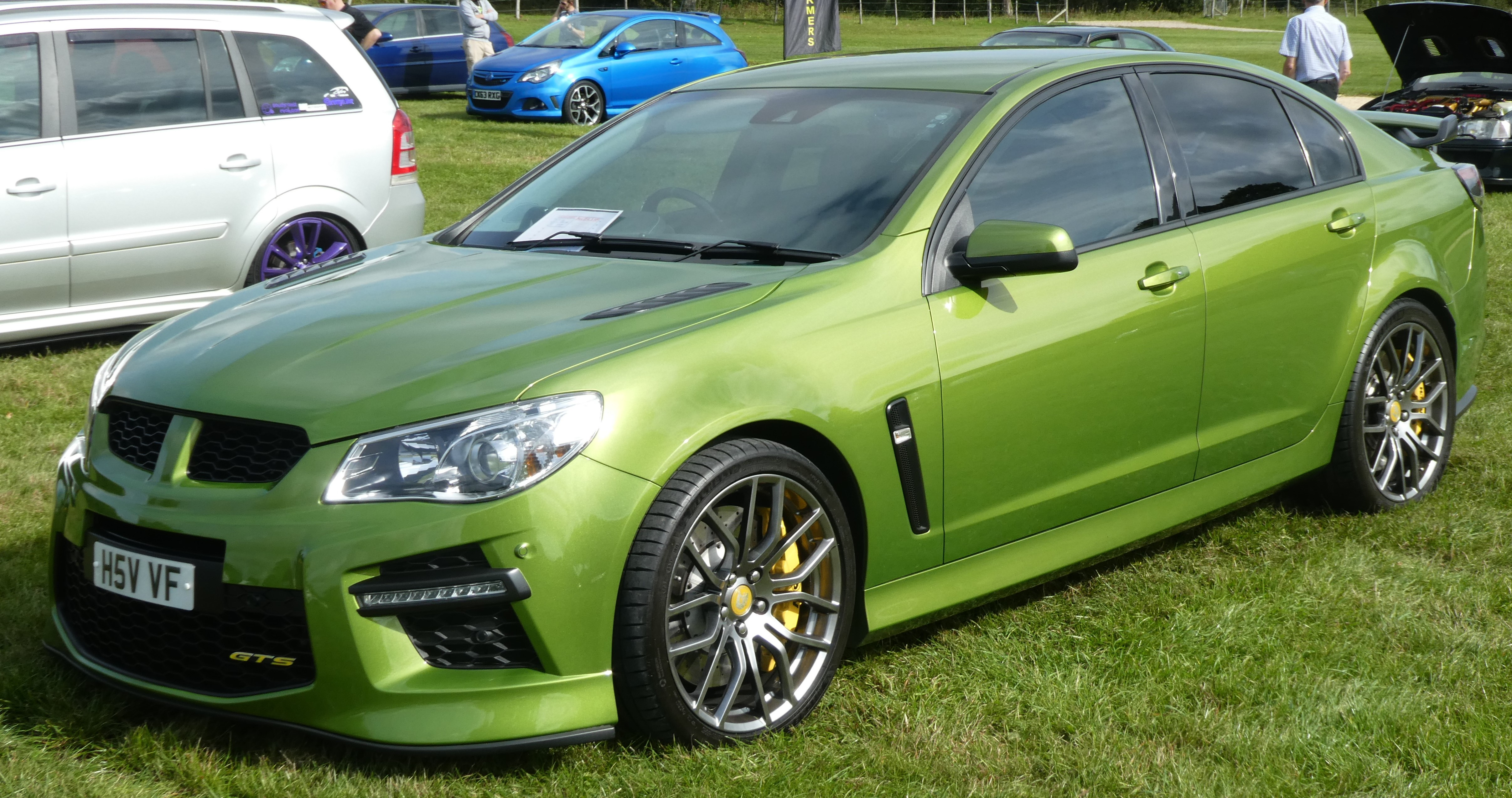
Vauxhall VXR8 GTS (2015—2017)